# Comitato Olimpico Estone
Il Comitato Olimpico Estone (noto anche come Comité olympique estonien in francese o Eesti Olümpiakomitee in estone) è un'organizzazione sportiva estone, nata l’8 dicembre 1923 a Tallinn, Estonia.
Rappresenta questa nazione presso il Comitato Olimpico Internazionale (CIO) dal 1924, ristabilito nel 1991 dopo 50 anni sovietici, ed ha lo scopo di curare l'organizzazione ed il potenziamento dello sport in Estonia e, in particolare, la preparazione degli atleti estoni, per consentire loro la partecipazione ai Giochi olimpici. Il comitato, inoltre, fa parte dei Comitati Olimpici Europei.
L'attuale presidente dell'organizzazione è Urmas Sõõrumaa, mentre la carica di segretario generale è occupata da Toomas Tõnise.

## Storia
La federazione sportiva estone ("Eesti Spordi Liit" in estone) decise di formare il comitato olimpico estone nel primo congresso sportivo estone il 30 novembre 1919, un anno e mezzo dopo la proclamazione di indipendenza dell'Estonia, ma venne ufficialmente istituita l'8 dicembre 1923. Il primo presidente fu Friedrich Akel e venne eletto il 5 maggio 1924. La squadra estonia prese parte ai giochi olimpici, tra il 1920-36. Dopo che la nazione venne invasa dell'Unione sovietica nel 1940, gli atleti estoni partecipavano alle Olimpiadi come parte della delegazione sovietica.
Il comitato olimpico nazionale venne rinnovato il 14 gennaio 1989. Il 20 agosto 1991 venne proclamata l'indipendenza della Repubblica di e per decisione del capo esecutivo del CIO, in un'assemblea a Berlino, il 18 settembre 1991 venne reintegrato nel Comitato Olimpico Internazionale l'11 novembre 1991.
Nei XVI Giochi olimpici invernali ad Albertville, Francia, per la prima volta dal 1936, l'Estonia gareggiò come singolo paese indipendente.

## Presidenti
- Karl Friedrich Akel (1927-1931)
- Johan Laidoner (1931-1934)
- Johan Laidoner (1934 – 1940)
- Arnold Green (1989 – 1997)
- Tiit Nuudi (1997 – 2001)
- Mart Siimann (2001 – 2012)
- Neinar Seli (2012–2016)
- Urmas Sõõrumaa (2016)

## Membri del CIO
- Friedrich Akel (1927 – 1932)
- Joakim Puhk (1936 – 1942)